# Погана справа (фільм)
Погана справа (англ. Bad Bizness) — американський трилер 2003 року.

## Сюжет
Коли жінка поліцейський починає розслідування справи про трьох вбитих жінок, вона опиняється втягнутою у підпільний світі наркотиків і порнографічних фільмів.

## У ролях
- Трейсі Бінгхем — Сандра Маршалл
- Майстер Пі — містер Карлсон
- Брент Хафф — Піт Спрінгер
- Белінда Енн Гевін — Керрі Шерман
- Норберт Вайссер — Стівенс
- Джейсон Шнуйт — Джон Джейкобс
- Емі Ліндсей — Бріттані Джонсон
- Реджина Расселл — Ангела Саммерс
- Джулі К. Сміт — Алекса Кінгстоун
- Калай Івока — дівчина на вечірці
- Мелісса Брасселль — Шейла
- Анджела Бруно — сестра Сандри
- Кіра Еггерс — Джулі Тем
- Гігі Ернета — покоївка
- Кім Меддокс — дівчина у ванні
- Білл Ланглуа Монро — Кевін, бармен
- Марк Вестердейл — клієнт клубу
- Міа Заттолі — Мелінда Стіл